# Rutger Raitz von Frentz
Rutger (III.) Raitz von Frentz († 1369), Ritter, berühmter Kriegsheld unter König Philipp von Valois, Graf Wilhelm III. von Holland, Herzog von Brabant, König Johann von Frankreich und König Karl V. von Frankreich. Er nahm an insgesamt 35 so genannten "Preussenreisen" (32 Winter und 3 Sommerreisen) teil. Kein anderer Ritter hat häufiger an Preussenreisen teilgenommen. Seine Heldentaten werden im Werk von Gelre beschrieben.
Rutger (III.) Rait von Frentz war mit Irmgard von Vischenich verheiratet. Sie hatten vier Kinder: 1. Rutger (IV.) Raitz von Frentz; 2. Johann (IV.) Raitz von Frentz; 3. Elisabeth Raitz von Frentz; 4. Irmgard Raitz von Frentz.
Rutger (III.) Raitz von Frentz übernahm 1347 von seinem Stiefvater, dem Grafen Ruprecht III. von Virneburg, Burg und Herrlichkeit Frentz a. d. Erft (heute Schloss Frens genannt).
Als Ratsherr behielt Rutger sein Schöffenamt in Köln bei, brachte jedoch den größten Teil seines Lebens im Kriege zu. Nacheinander im Dienst verschiedener Kriegsherren stehend, kämpfte der kölnische Ritter mit Auszeichnung in zahlreichen Schlachten und Erstürmungen fester Plätze.
So 1328 unter König Philipp Valois von Frankreich, dem Verbündeten des Grafen Wilhelm III. von Holland, gegen die Flamländer bei Mont-Tassel, nördlich Hazebruck; bald darauf unter letzterem gegen die Friesen. Bei Dolbenhofen am Zuidersee zeichnete sich Rutger durch Tapferkeit besonders aus. Unter Wilhelm III. von Holland und dem Deutschen Orden kämpfte er in Litauen bei heiligen Aa und Hasenpot bei Libau; ferner wieder im Westen in Frankreich unter König Philipp von Valois gegen die flandrischen Städte am 26. Juli 1346 bei Trech en Ponthieu; unter dem Herzog von Brabant am 21. August 1347 in der siegreichen Schlacht bei Tourinnes in der Nähe von Brüssel gegen die dem Bischof Engelbert von Lüttich Aufständischen.
Auf der Seefahrt nach Osten erlitt Rutger Schiffbruch und machte gerettet die viertägige Belagerung und Erstürmung des festen Schlosses Willum mit (nordöstlich Pirallen). Bald darauf kämpfte er wieder im Westen im Dienste des Königs Johann II von Frankreich bei St. Jean in der Normandie, Gasconne, Saintogne und führte sein – Raitz-Frentzer – Banner als Erstes in die erstürmte Festung Lamothe; er wird aber in der Schlacht von Poitiers 19. September 1356 verwundet und mit seinem König gefangen genommen, jedoch bald wieder befreit. 1369 stirbt Rutger in der Schlacht bei Aerden (das heutige Ardres südöstlich Calais) an der Seite seines Herren, dem König Karl V. von Frankreich.